# 韦廉姆·G·摩根
韦廉姆·乔治·摩根（英語：William George Morgan，1870年1月23日—1942年12月27日）是一名美國教育家，是排球的發明者，最初被稱為「Mintonette」，這個名字來自於羽毛球運動，後來他同意更名，以更好地反映這項運動的性質。他出生於紐約州洛克波特市。
1892年，當摩根在春田學院學習時，他認識了籃球的發明者詹姆士·奈史密斯。與奈史密斯一樣，摩根在基督教青年會從事體育教育工作。受奈史密斯和籃球的影響，在1895年的麻薩諸塞州霍利奧克，摩根發明了「Mintonette」，一項不太激烈的團隊運動，更適合基督教青年會的老年成員，但仍然需要運動技能。後來，阿爾弗雷德·S·哈爾斯特德（Alfred S. Halstead）觀看比賽並將其更名為「排球」。
1985年，摩根入選排球名人堂，成為首任成員。